# Walter Heitz
Pour les articles homonymes, voir Heitz.
Walter Heitz (8 décembre 1878 à Berlin - 9 février 1944 à Moscou) est un Generaloberst allemand qui a servi au sein de la Wehrmacht pendant la Seconde Guerre mondiale.

## Biographie
Heitz s'engage le 7 mars 1898 dans le 36e régiment d'artillerie de campagne et participe à la Première Guerre mondiale en tant que capitaine et chef de batterie.
Il meurt d'un cancer en tant que prisonnier de guerre à Moscou le 9 février 1944.

## Promotions
- Fahnenjunker : 7 mars 1898
- Leutnant : 18 août 1899
- Oberleutnant : 17 septembre 1909
- Hauptmann : 1er octobre 1913
- Major : 1er avril 1922
- Oberstleutnant : 1er novembre 1927
- Oberst : 1er mars 1930
- Generalmajor : 1er février 1933
- Generalleutnant : 1er octobre 1934
- General der Artillerie : 1er avril 1937
- Generaloberst : 30 janvier 1943

## Décorations
- Croix de fer (1914)
  - 2e classe
  - 1re classe
- Croix de chevalier de l'ordre royal de Hohenzollern avec glaives
- Insigne des blessés (1918)
  - en noir
- Agrafe de la croix de fer (1939)
  - 2e classe
  - 1re classe
- Croix allemande en or (22 avril 1942)
- Croix hanséatique de Hambourg
- Croix d'honneur
- Médaille du front de l'Est
- Croix de chevalier de la croix de fer avec feuilles de chêne
  - Croix de chevalier le 4 septembre 1940 en tant que General der Artillerie et commandant du VIII. Armeekorps[1],[2]
  - 156e feuilles de chêne le 21 décembre 1942 en tant que General der Artillerie et commandant du VIII. Armeekorps[1],[3]